# Rezerwat przyrody Czaplisko
Czaplisko – rezerwat przyrody w województwie lubuskim, w powiecie strzelecko-drezdeneckim, w gminie Drezdenko.

## Podstawa prawna
Nr rej. woj. – 4

### Data i akt prawny obejmujący rezerwat ochroną
Zarządzenie Ministra Leśnictwa i Przemysłu Drzewnego z dnia 14 września 1959 r. (M.P. z 1959 r. nr 87, poz. 465)

### Inne akty prawne dotyczące rezerwatu
- Obwieszczenie Wojewody Lubuskiego z dnia 16 stycznia 2002 r. w sprawie ustalenia wykazu rezerwatów przyrody utworzonych do dnia 31 grudnia 1998 r. (Dz. Urz. Województwa Lubuskiego Nr 12, poz. 144).
- Zarządzenie Nr 46/2011 Regionalnego Dyrektora Ochrony Środowiska w Gorzowie Wielkopolskim z dnia 7 lipca 2011 r. w sprawie rezerwatu przyrody „Czaplisko” (Dz. Urz. Województwa Lubuskiego Nr 81, poz. 1578)

## Położenie
- Województwo			– lubuskie
- Powiat				– strzelecko-drezdenecki
- Gmina				– Drezdenko
- Obr. ewidencyjny		– Gościm[1]

## Właściciel, zarządzający
Skarb Państwa, Nadleśnictwo Karwin

## Powierzchnia pod ochroną
- 2,85 ha[2] (akt powołujący podawał 2,90 ha[3])
- część działki nr 926[4]

## Opis przedmiotu poddanego ochronie
Rezerwat znajduje się na zachodnim brzegu jeziora Łąkie. Drzewostan dwupiętrowy, w pierwszym rzędzie występuje sosna 180-letnia, a w drugim sosna 30-letnia. Wyróżniono na terenie rezerwatu zespół Vaccinio myrtilli Pinetum z płatami Peridymano-Quercetum. Drzewostan to sosna z domieszką silnie ugałęzionego dębu. Niektóre dęby mają rozmiary pomnikowe i liczą ponad 300 lat. Wzdłuż brzegu jeziora karłowata olcha czarna. W bardzo dobrze wykształconym runie występuje m.in. śmiałek pogięty, borówka czarna, borówka brusznica, pszeniec zwyczajny, trzcinnik piaskowy, nerecznica krótkoostna.
W pobliżu gnieżdżą się rozmaite ptaki drapieżne, zwłaszcza kania czarna i myszołów zwyczajny.

## Cel ochrony
Rezerwat utworzono w 1959 roku w celu zachowania ze względów naukowych i dydaktycznych kolonii czapli siwej. Jednak już w 1979 roku stwierdzono brak występowania czapli.
Obecnie za cel ochrony podaje się zachowanie ze względów naukowych i dydaktycznych fragmentu boru sosnowego naturalnego.

## Plan ochrony
Rozporządzenie Nr 4 Wojewody Lubuskiego z dnia 2 lutego 2004 r. w sprawie ustanowienia planu ochrony rezerwatu przyrody o nazwie „Czaplisko” – (Dz.Urz. Woj. Lubuskiego Nr 8 z 10.02.2004 r., poz. 130).
Obszar rezerwatu objęty jest ochroną czynną.
Rezerwat leży w granicach dwóch obszarów sieci Natura 2000: specjalnego obszaru ochrony siedlisk „Jeziora Gościmskie” PLH080036 i obszaru specjalnej ochrony ptaków „Puszcza Notecka” PLB300015.